# 유경 (1980년)
유경(1980년 8월 6일 ~)은 대한민국의 가수다. 2012년 싱글 앨범 [사랑한다]로 데뷔했다.

## 방송
- 히든싱어 2 (2013) - 주현미편 준우승, 왕중왕전 9위
- 내일은 미스트롯 (2019) - Top94

## 음반
- 1집 Most & More (2004.11.12)
- 1집 사랑한다, 여자라서 (2012)

## 수상
- 제21회 대한민국 문화연예대상 문화부문 문화봉사상 (2013)
- 제20회 대한민국 문화연예대상 성인가요부문 신인상 (2012)